# Prepusa connata
Prepusa connata är en gentianaväxtart som beskrevs av Gardn.. Prepusa connata ingår i släktet Prepusa och familjen gentianaväxter. Inga underarter finns listade i Catalogue of Life.